# إصلاح قضائي
الإصلاح القضائي هو عامل سياسي كامل أو جزئي يهدف إلى إصلاح القضاء في الدولة . غالبًا ما يتم الإصلاح القضائي كجزء من إصلاح أوسع للنظام السياسي في البلاد أو إصلاح قانوني.
تشمل مجالات الإصلاح القضائي في كثير من الأحيان: تقنين القانون بدلاً من القانون العام ، والانتقال من نظام التحقيق إلى نظام الخصومة ، وإنشاء استقلال قضائي أقوى مع المجالس القضائية أو تغييرات في إجراءات التعيين ، وتحديد سن التقاعد الإلزامي للقضاة أو تعزيز استقلالية الملاحقة القضائية .

## أمثلة
- الإصلاح القضائي للكسندر الثاني

## روابط خارجية
- الإصلاح القضائي في أوروبا
- قاد براشانت بوشان حملة المساءلة القضائية والإصلاحات في الهند ، أكبر ديمقراطية في العالم
- موقع الويب الخاص بالدكتور ريتشارد كورديرو حول أبحاث الإصلاحات القضائية والاستراتيجية القابلة للتنفيذ في الولايات المتحدة الأمريكية
- جمعية الإصلاحات القضائية (الهند) التي تعمل من أجل الشفافية القضائية والكفاءة في إقامة العدل في الهند